# 鴇沢直
鴇沢 直（ときさわ なお、1980年10月6日 - ）は、日本の作曲家、編曲家、キーボーディスト。東京都出身。ソリッド・フォース所属。妻は元タレントの郷美寿梨。

## 来歴・人物
- 16歳のときにギターを、17歳のときにシンセサイザーを始め、独学による鍵盤とDTMで作曲活動を始める。
- 2003年、プロとしての演奏・制作活動を開始。2013年にソリッド・フォースに所属。
- エレクトロサウンドとロックサウンドを得意とし、ソリッドでアグレッシヴな攻撃性と、刹那的な叙情性とを併せ持つ。
- ステージでは、「魅せるステージング」を演奏の信条とし、キーボーディストとして如何に人々を魅了できるか、ということに重点を置いている。
- ファッションブランドとのコラボレートや映像音楽の分野も視野に入れ、劇伴、及びインストの作品も数多く制作。 ダンスミュージックユニットプロジェクト「SUPER FORCE」ではKey,Gt,作編曲、プロデュースを手掛けている。

## 主な作品
作曲・編曲
- AKINO with bless4
「エクストラ・マジック・アワー」（作曲/編曲）
「Jet Coaster Ride」（編曲）
「The Ghost of You」（作曲/編曲）
「雪のように」（作曲/編曲）
「Let's Fly」（編曲）
「Golden Life」（作曲/編曲）
「OVERNIGHT REVOLUTION」（作曲/編曲）
「ドキドキするから」（編曲）
「I Got This」（作曲/編曲）

- 相坂優歌　
「透明な夜空」（作曲/編曲）
「Impulse」（作曲/編曲）
「セルリアンスカッシュ」（作曲/編曲）
「Dependence」（作曲/編曲）
「Look back」（作曲/編曲）

- 楠田亜衣奈
「ただいまを歌おう」（作曲/編曲）

- アンジュルム
「ドンデンガエシ」（編曲）

- カレッジ・コスモス
「夢は意地悪」（作曲/編曲）
「幸せのありかはどちらですか」（編曲）
「わたし革命」（作曲/編曲）

- Lead
「メダリスト」（編曲）

- MAP6
「Be As One」」（作曲/編曲）

- TVアニメ「甘城ブリリアントパーク」キャラクターソング集
+ユニバース / BRILLIANT4（作曲 / 編曲）
re;birth / 中城椎菜（編曲）
マージナルワンダーランド / ラティファ・フルーランザ（編曲）

- TVアニメ「ハロー!!きんいろモザイク」キャラクターソング
わたしいろダリア /  九条カレン（編曲）
こはくいろパンプキン /  松原穂乃香（編曲）
きんいろ+ぎんいろモクセイ / アリス・カータレット&九条カレン（編曲）

- ゲーム「グランブルーファンタジー」キャラクターソング
キミとボクのミライ (編曲)
ソラのミチシルベ (編曲)
ヨゾラのシズク (編曲)
The Dragon Knights (編曲)
メリーラァヴ（編曲）
PRIDE（編曲）
Ain Soph Aur（編曲）

- Tokyo 7th シスターズ
SiSH「プレシャス・セトラ」（編曲）

- Sissy
Prologue（作曲/編曲）
Nancy（編曲）
ユメノヒトツ（編曲）

- Cupitron
「バッテリー」（作曲/編曲）

- つりビット
「ムーンライトキッス」（作曲/編曲）
「TOKYO WONDER GIRL」（作曲/編曲）

- 南端まいな
「言えなかったサンキュー」（作曲/編曲）
「青い風」（作曲/編曲）

- Bitter & Sweet
「ないものねだり」（作曲/編曲）

- Berryz工房　
「恋するテクニック」（編曲）

- Vinal　 
「Shining Lady」（編曲）

- バクステ外神田一丁目　 
「恋のYes！No？キミ想う」(編曲)

- Brand New Vibe
「Vivid Days」(編曲)

- 傾奇エンジェルス
「花ノ命」 （作曲）

- 柴咲コウ
「ラバソー〜lover soul〜」(編曲)　
「再生」(編曲)

- 新選組リアン
「本当にぼくでいいんですか」(編曲)

- マナカナ
「フレンズ」(編曲)

- CLUB PRINCE
「MI.DA.RA」(編曲)

- 風花
「冬花火 c/w 手をつなごう」(編曲)

- ワカバ
「カレン」(編曲)

- 丹下桜(編曲多数)

- 後藤沙緒里 (編曲多数)

TV番組・CM・イベント
- NHK BSプレミアム子供番組「みんなDEどーもくん!」
ジャンピン×ジャンピン / オープニングテーマ（作詞/作曲/編曲）
ハピハピ / エンディングテーマ（作詞/作曲/編曲）
みんなDEどーもくん体操（作詞/作曲/編曲）
エグエグじゃんけん (編曲）

- 2017〜HONDA　モースポしてます 
SUPER FORCEとして楽曲「Brave」を提供

- HONDA新型「NSX」発表会 
NSX映像、登場BGM(作曲/編曲)

- 東京モーターショー2013 
HONDAブース演出楽曲、作/編曲

- 中川翔子

ライブオープニング曲、及び演出楽曲 作曲/編曲 
- （超☆野音祭、アジアツアー、ギザ10しょこ(生)ツアー、TOKYO SHOKO☆LAND～夢と魔法と貪欲の世界～etc...」

- HONDA 
Acura China's 2013 ILX
「No Border」作曲/編曲
他、CM楽曲多数

サウンドトラック・BGM
- TVアニメ「極黒のブリュンヒルデ」音楽 
「極黒のブリュンヒルデ・オリジナルサウンドトラック」

- カプコンオンラインゲームス
「ストリートファイターＸオールカプコン」BGM
「ストリートファイターバトルコンビネーション」テーマ曲アレンジ

- ヤングジャンプ「嘘喰い」 
OVA「「廃坑のテロリスト編」音楽

- ヤングジャンプ「へ～せいポリスメン!!」 
Webアニメ 音楽

- ヤングジャンプ「サイクロプス少女さいぷ～」 
Webアニメ 音楽

- PS VITA 「Fate/stay night[Realta Nua]」 
サウンドリプロダクション、及びBouns Trackの「[Realta Nua] Suite」に Additional Arrangeで参加。

Remix
- Sissy「POPART」BonusTrack 
マイケル-TokumoRemix--
- CR花の慶次 斬
「よっしゃあ漢唄〜Burning Sky Remix〜」
- CR花の慶次 愛 
「修羅の果てまでも～Excite ver.～」
- CR花の慶次 
「傾奇者恋歌-Remix-」
- 北斗の拳SE バーチャルプレイミックス 
「愛をとりもどせ!!」Remix
- ドラゴンボール イナズマChallenger収録 
「魔訶不思議アドベンチャー-Nao Remix-」
- キューティーハニー　21st century ver.収録 
「キューティーハニーNao Remix」
- 魔法の天使クリィミーマミ
デリケートに好きして 21st century ver.収録
「デリケートに好きして-Nao Remix-」
- 麻倉未稀
ヒーロー Holding Out For a Hero -
-Dance Ver-「GIFT」収録
- ゲーム「WILD ARMS」Music the Best -rocking heart - 
「バトル・トカとゲー」Remix

ステージサポート
- 家入レオ
ライブサポート（キーボード）
- Sissy
ライブサポート（キーボード）
- D-LITE from BIG BANG
（2017〜DなSHOW Vol.1 キーボード）
- 相坂優歌
（2018.4.5 ライブサポート(キーボード、ギター、バンドマスター)）
- グランブルーファンタジーフェス2018　キャラクターLive
（キーボード、バンドマスター）